# 폴리뉴스
폴리뉴스는 대한민국의 언론 미디어 그룹이다. 시사종합 인터넷 신문 폴리뉴스와 월간지 폴리피플로 구성되어 있다. 2015년 ‘정치와 경제의 만남’을 모토로 경제뉴스를 대폭 보강해 인터넷 종합미디어로 면모를 일신했다. 본사는 서울시 영등포구 여의나루로 71 동화빌딩에 위치해 있다. 대표이사는 김능구이다.

## 개요
폴리뉴스는 2000년 8월 1일 창립한 정치전문 인터넷 신문이다. 2002년에 대통령후보 초청해 천만 국민과의 대화 인터넷 토론회를 개최하고 2007년, 2012년, 2017년 대선, 2004년, 2008년, 2012년 총선, 2006년, 2010년, 2014년 지방선거에 특집사이트를 운영하여 국민의 정치의 주인이 될 수 있도록 하는 디딤돌이 되었다. 2015년 ‘정치와 경제의 만남’을 모토로 금융, 산업, 유통, 건설 등 경제뉴스를 대폭 보강해 인터넷 종합미디어로 면모를 일신했다. 상생과 통일의 가치를 추구하는 폴리뉴스는 여야 국회의원과 학계, 산업계, 언론계 등 사회지도층 인사 300여명이 참여한 상생과통일포럼을 결성, 운영하고 있다.

## 폴리피플
폴리피플은 폴리뉴스가 2009년 8월에 창간한 회사이다. 대한민국 각 지역의 대표들과의 인터뷰를 통해 대한민국 사회가 당면한 문제에 대한 해결점을 모색하는 동시에 독자들에게 새로운 리더십을 제시하고 있다. 주요 독자층은 청와대, 국회, 정부부처와 자치단체, 시민단체, 경제단체 담당자이며, 정부기관 및 국내 100대 기업, 전국 100여개 대학 도서관, 200여개 국공립 도서관에 배부되고 있다.

## 연혁
- 2000년 8월 인터넷신문 e윈컴 정치뉴스 창간
- 2002년 10월 한국인터넷신문협회 가입
- 2005년 4월 폴리뉴스로 제호 변경
- 2009년 8월 시사정론지 월간 폴리피플 창간
- 2012년 6월 폴리뉴스 사이트 전면개편, 모바일웹, 앱 오픈
- 2014년 11월 제1차 경제세미나 <금융산업의 경쟁력 제고 방안_신제윤 금융위원장>,
- 제2차 통일심포지엄 <격동의 한반도, 통일로 가는 길_문정인 연세대 교수, 유호열 코리아정책연구원장> 개최
- 2014년 12월 ‘정치와 경제의 만남’을 모토로 인터넷 종합미디어로 개편
- 2015년 3월 제3차 경제금융심포지엄 <금융산업 발전 전략_진웅섭 금융감독원장> 개최
- 2015년 6월 창간15주년 기념강연 <한국경제, 진단과 해법_김준경 KDI 원장> 개최
- 2015년 10월 제4차 산업포럼 <한국경제, 미래를 연다!_강성천 산업통상자원부 산업정책국장> 개최
- 2016년 3월 제5차 경제포럼 <금융선진국으로 가는 길_임종룡 금융위원장> 개최
- 2016년 6월 창간16주년 기념강연 <한국경제 진단과 나아갈 길_박승 전 한국은행 총재> 개최
- 2016년 10월 제6차 경제포럼 <뉴 노말시대, 한국경제 길을 묻다_김준경 KDI 원장> 개최
- 2017년 3월 제7차 경제포럼 <4차 산업혁명과 디지털금융_서태종 금융감독원 수석부원장> 개최
- 2017년 6월 창간17주년 기념강연 <문재인 정부의 경제정책과 일자리_이용섭 일자리위원회 부위원장> 개최
- 2017년 6월 사이트 리뉴얼
- 2017년 9월 제8차 경제포럼 <한국경제의 새로운 패러다임_김상조 공정거래위원장> 개최
- 2017년 10월 제9차 포럼 <문재인 정부의 마스터플랜_김진표 전 국정기획자문위원장> 개최
- 2018년 3월 제10차 금융포럼 <금융혁신과 금융산업 발전 방향_남주하 서강대 교수> 개최
- 2018년 6월 창간18주년 기념강연 <한반도 평화와 번영_송영길 북방경제협력위원장> 개최
- 2018년 10월 제11차 경제포럼 <한국경제, 길을 묻는다_김동연 경제부총리> 개최
- 2020년 7월 창간 20주년[5]